# De Sacia Mooers
De Sacia Mooers, née le 19 novembre 1888 dans le Michigan aux États-Unis, est une actrice américaine, du cinéma muet. Elle fait ses débuts, pour le compte de Samuel Goldwyn Productions, sous le nom de Saville De Sacia. Elle est surnommée Blonde Vamp, en français : la vamp blonde, en référence à son rôle dans le film The Blonde Vampire (1922). Elle arrête sa carrière, à l'arrivée du cinéma sonore. Elle meurt, le 11 janvier 1960,, au Hollywood Presbyterian Medical Center (en), à Los Angeles aux États-Unis.

## Filmographie
La filmographie de De Sacia Mooers, comprend les films suivants  :
en tant que Saville De Sacia
- 1919 : Le Ruisseau
- 1920 : The Mystery Mind
- 1920 : Le Fils de Tarzan

en tant que De Sacia Mooers
- 1922 : The Challenge
- 1922 : The Blonde Vampire
- 1923 : Potash et Perlmutter (Potash and Perlmutter) de Clarence G. Badger
- 1924 : Le mort vivant (en)
- 1924 : The Average Woman
- 1924 : Big Timber (en)
- 1924 : Restless Wives
- 1925 : Any Woman
- 1926 : Forbidden Waters
- 1927 : Back to Liberty
- 1927 : By Whose Hand? (en)
- 1927 : Lonesome Ladies
- 1927 : Fay et Fanchette
- 1927 : Tongues of Scandal
- 1928 : Confessions of a Wife d'Albert H. Kelley
- 1928 : Broadway Daddies
- 1929 : Shanghai Rose
- 1929 : Just Off Broadway (en)
- 1930 : Le Tigre de l'Arizona

## Source de la traduction
- (en) Cet article est partiellement ou en totalité issu de l’article de Wikipédia en anglais intitulé « De Sacia Mooers » (voir la liste des auteurs).